# هامپتولیپس (واشینگتن)
هامپتولیپس (به انگلیسی: Humptulips) یک منطقهٔ مسکونی در ایالات متحده آمریکا است که در شهرستان گریز هاربر، واشینگتن واقع شده‌است. هامپتولیپس ۲۴٫۵ کیلومتر مربع مساحت و ۲۵۵ نفر جمعیت دارد و ۴۹ متر بالاتر از سطح دریا واقع شده‌است.